# Muž z Urfy
Muž z Urfy nebo Muž z Balıklıgölu je starověká antropomorfní socha nalezená v Balıklıgölu poblíž Urfy (dnešní Şanlıurfa), na jihovýchodě Turecka. Je datována do období 9000 př. n. l., tedy do období předhrnčířského neolitu. Je označována za „nejstarší naturalistickou sochu člověka v životní velikosti“. Nález je dáván do souvislosti s nedalekými archeologickými nalezišti Göbekli Tepe a Nevalı Çori, kde existovaly poměrně vyspělé kultury ve stejné době. Potvrdit, zda v těchto místech socha přímo vznikla, je obtížné i proto, že socha byla nalezena během stavebních prací a přesné místo nálezu nebylo řádně zaznamenáno. Göbekli Tepe se nachází asi 10 kilometrů od Urfy. K nálezu sochy došlo v roce 1993. Je téměř 190 centimetrů vysoká. Oči tvoří hluboké otvory, ve kterých jsou zasazeny segmenty černého obsidiánu. Vyznačuje se límcem nebo náhrdelníkem ve tvaru V. Ruce postavy jsou sepnuté vpředu a zřejmě zakrývají genitálie. Ústa chybějí. Absence ňader naznačuje, že zobrazeným je muž. Z pozice rukou na genitálu archeologové soudí, že mohlo jít o symbol plodnosti. Podle amerického psychologa Juliana Jaynese bylo funkcí všech starověkých soch bez úst zprostředkovávat styk s dušemi mrtvých.